# Bo-Stadion
Das Bo-Stadion (englisch Bo Stadium), auch Bo-Nationalstadion (englisch Bo National Stadium), ist ein 2014 eröffnetes multifunktionelles Stadion in Bo im westafrikanischen Sierra Leone. Es liegt im gleichnamigen Distrikt in der Provinz Southern.
Das Stadion hat eine Kapazität von 4.000 Plätzen. Einige Quellen sprechen von einer Kapazität von 25.000 Zuschauerplätzen, bzw. 20.000 Zuschauer nach einem weiteren Ausbau.
Es wurde von einem chinesischen Unternehmen geplant und gebaut sowie von China finanziert (10 Millionen US-Dollar) und wird vor allem für Fußballspiele genutzt. Das Stadion ist Heimatarena der Bo Rangers FC und Nepean Stars in der Premier League.